# Cantors Paradies
Cantors Paradies ist ein Ausdruck des Hilbertprogramms, den David Hilbert bei einer Gedenkveranstaltung der Westfälischen mathematischen Gesellschaft zu Ehren von Karl Weierstraß am 4. Juni 1925 in Münster zur Beschreibung der Mengenlehre und der unendlichen Kardinalzahlen verwandte, die Georg Cantor entwickelt hatte. Der Kontext von Hilberts Kommentar war sein Widerstand gegen das, was er als  reduktive Versuche Luitzen Egbertus Jan Brouwers ansah: eine Beschreibung, welche Art von Mathematik akzeptabel sei.

„1. Fruchtbaren Begriffsbildungen und Schlußweisen wollen wir, wo immer nur die geringste Aussicht sich bietet, sorgfältig nachspüren und sie pflegen, stützen und gebrauchsfähig machen. Aus dem Paradies, das Cantor uns geschaffen, soll uns niemand vertreiben können.
2. Es ist nötig, durchweg dieselbe Sicherheit des Schließens herzustellen, wie sie in der gewöhnlichen niederen Zahlentheorie vorhanden ist, an der niemand zweifelt und wo Widersprüche und Paradoxien nur durch unsere Unaufmerksamkeit entstehen.
Die Erreichung dieser Ziele ist offenbar nur möglich, wenn uns die volle Aufklärung über das Wesen des Unendlichen gelingt.“